# ストーン・エイジ (バンド)
ストーン・エイジ（Stone Age）は、ケルト音楽や主となるブルトン、現代的で電子的なアレンジを備えたテーマを組み合わせ、ワールドとニューエイジの要素を追加したフランスのポップ・ロック・バンド。もともとパリ出身のこのグループは、ミシェル・ヴァリー、マルク・ヘイズン、ジェローム・ゲーゲン、ドミニク・ペリエで構成されている。ストーン・エイジは、これまでに『ストーン・エイジ』（1994年）、『タイム・トラヴェラーズ』（1997年）、『Promessa』（2000年）、『Totems D'Armorique』（2007年）、『Bubry Road』（2022年）という5枚のスタジオ・アルバムをリリースした。

## 略歴
ストーン・エイジは、1992年にインストゥルメンタルによるブルトンのグループであるグウェンダル (Gwendal)に在籍した3人の元メンバーによって結成された。ベーシストのミシェル・"ケルヴァドール"・ヴァリーは、かつてブルトン・ミュージシャンのアラン・スティーヴェル、カナダの歌手ロベール・シャルルボワ、フランスの歌手ジャンパトリック・カプドヴィエル、そしてフィリップ・ラビルと仕事をしていた。キーボード奏者のジェローム・"ラシラウエト"・ゲーゲンは、ニューエイジの作曲家ジャン・ミッシェル・ジャールとコラボレーションしていた。ドラマーのマルク・"ポンカレック"・ヘイズンは、シェイラの1980年のアルバム『Pilote Sur Les Ondes』で演奏していた。彼らは、やはりジャールとの演奏経験があるキーボード奏者ドミニク・"テラコッタ"・ペリエをメンバーに追加した。
ワールドとニューエイジの作曲を組み込んで、ケルト音楽の要素、主にブルターニュの音楽を歌にして、1994年にデビューとなるセルフタイトル・アルバムをリリースした。これには、ペリエと結婚していたジャネット・ウラコットのゲスト・ボーカルが含まれていた。このレコードは、翌年、ワールドミュージックのカテゴリで、ヴィクトワール・ド・ラ・ミュージックのノミネートを獲得した。
1997年、彼らは2枚目のアルバムである『タイム・トラヴェラーズ (Les Chronovoyageurs)』を発表した。『タイム・トラヴェラーズ』はボーカルにウラコットをフィーチャーしており、ギタリストのパトリック・ロンダット、ハーディ・ガーディ奏者のジル・チャベナット、マルチ楽器奏者のロイック・テールブレスト、ロバート・ル・ガルなどの多彩なゲスト・ミュージシャンが参加した。
ストーン・エイジのサード・アルバム『Promessa』は2000年に登場した。7年後にアルバム『Totems D'Armorique』を発表。14年の活動休止の後、バンドは2021年にシーンへと戻り、翌年に5枚目のスタジオ・アルバム『Bubry Road』をリリースした。

## メンバー
- ジェローム・"ラシラウエト"・ゲーゲン (Jérôme "Lach'ilaouët" Guéguen) – キーボード、ボーカル
- ミシェル・"ケルヴァドール"・ヴァリー (Michel "Kervador" Valy) – ベース、ボーカル
- マルク・"ポンカレック"・ヘイズン (Marc "Ponkallec" Hazon) – ドラム、パーカッション、ギター、ボーカル
- ドミニク・"テラコッタ"・ペリエ (Dominique "Terracotta" Perrier) – キーボード

## ギャラリー
- ジェローム・"ラシラウエト"・ゲーゲン
- ミシェル・"ケルヴァドール"・ヴァリー
- マルク・"ポンカレック"・ヘイズン

## ディスコグラフィ

### アルバム
- 『ストーン・エイジ』 - Stone Age (1994年、Columbia)
- 『タイム・トラヴェラーズ』 - Les Chronovoyageurs (1997年、Saint George)
- Promessa (2000年、Night & Day)
- Totems d'Armorique (2007年、Keltia Musique)
- Bubry Road (2022年、GLAZ Music & Publishing)